# 汉内洛蕾·魏甘德
汉内洛蕾·魏甘德（德語：Hannelore Weygand，1924年10月30日—2017年12月18日），德国女子马术运动员。她曾代表德国联队参加1956年夏季奥林匹克运动会马术比赛，获得团体盛装舞步赛银牌。